# 博加塔鄉 (穆列什縣)
46°27′N 24°04′E / 46.450°N 24.067°E
博加塔鄉（羅馬尼亞語：Comuna Bogata, Mureș），是羅馬尼亞的鄉份，位於該國中部，由穆列什縣負責管轄，面積31平方公里，海拔高度280米，2007年人口2,022，人口密度每平方公里66人。